# Baker City
Baker City és una població dels Estats Units i seu del comtat de Baker a l'estat d'Oregon. Segons el cens del 2000 tenia 9.860 habitants.

## Demografia
Segons el cens del 2000, Baker City tenia 9.860 habitants, 4.010 habitatges, i 2.602 famílies. La densitat de població era de 550,9 habitants per km².
Dels 4.010 habitatges en un 28,5% hi vivien nens de menys de 18 anys, en un 51,2% hi vivien parelles casades, en un 10,6% dones solteres, i en un 35,1% no eren unitats familiars. En el 30,5% dels habitatges hi vivien persones soles el 15% de les quals corresponia a persones de 65 anys o més que vivien soles. El nombre mitjà de persones vivint en cada habitatge era de 2,35 i el nombre mitjà de persones que vivien en cada família era de 2,92.
Per edats la població es repartia de la següent manera: un 24,5% tenia menys de 18 anys, un 6,7% entre 18 i 24, un 25,4% entre 25 i 44, un 23,6% de 45 a 60 i un 19,8% 65 anys o més.
L'edat mediana era de 41 anys. Per cada 100 dones de 18 o més anys hi havia 90,1 homes.
La renda mediana per habitatge era de 29.020$ i la renda mediana per família de 34.790$. Els homes tenien una renda mediana de 26.638$ mentre que les dones 20.313$. La renda per capita de la població era de 14.179$. Aproximadament el 10,7% de les famílies i el 16,5% de la població estaven per davall del llindar de pobresa.

## Poblacions més properes
El següent diagrama mostra les poblacions més properes.